# Boubovia ascoboloides
Boubovia ascoboloides är en svampart som först beskrevs av Korf & W.Y. Zhuang, och fick sitt nu gällande namn av Y.J. Yao & Spooner 1996. Boubovia ascoboloides ingår i släktet Boubovia, ordningen skålsvampar, klassen Pezizomycetes, divisionen sporsäcksvampar och riket svampar.   Inga underarter finns listade i Catalogue of Life.